# Михальки (Тверская область)
Михальки — деревня в Зубцовском районе Тверской области. Входит в состав Зубцовского сельского поселения.

## География
Находится в южной части Тверской области на расстоянии приблизительно 10 км на северо-восток от районного центра города Зубцов на правом берегу Волги.

## История
Уже в 1859 году здесь (деревня Зубцовского уезда Тверской губернии) было учтено 6 дворов, в 1941 — 19.

## Население
Численность населения: 33 человека (1859 год), 8 (русские 100 %) в 2002 году, 9 в 2010.